# Coconuts Musume
Coconuts Musume (japanisch ココナッツ娘。 Kokonattsu Musume.) war eine Girlgroup unter dem Hello! Project. Die Besonderheit dieser Gruppe im Vergleich zum restlichen Hello! Project war, dass alle Mitglieder von Hawaii kamen, also außerhalb Japans. Ihre Lieder bestanden aus sowohl japanischem als auch englischem Text. Coconuts Musume bestand als Act bis 2008. Das offizielle Ende erlebte der Name mit dem Weggang von Ayaka Kimura. Die Gruppe an sich war von 1999 bis 2001 aktiv.

## Geschichte
1999 entdeckte das Sharam Q Mitglied Makoto die fünf Mädchen der Originalbesetzung bei einem Gesangswettbewerb namens „Pacific Dream Pop Singer Competition“ auf Hawaii. Angetan von ihrem Auftritt bat er den Produzenten Tsunku darum, sie unter Vertrag zu nehmen. In einer Episode von ASAYAN wurden die Mädchen einem größeren Publikum vorgeführt. Sie wurden als Rivalen für Morning Musume vorgestellt. Ihre erste Single, die ein Cover der damals aktuellsten Morning Musume Single war, verschärfte diese Rivalität.
2000 verließen Chelsea und April die Gruppe, um weiter zur Schule zu gehen. Zudem sprachen sie kein Japanisch, was ihnen das Leben in Japan erschwerte. Um die Gruppe wieder zu vergrößern, veranstaltete man Casting. Die Siegerin Lehua Sandbo trat der Gruppe in der zweiten Generation bei. Ein Jahr später verließ auch Danielle die Gruppe, um auf Hawaii zur Universität zu gehen. Die verbliebenen drei Mitglieder veröffentlichten eine letzte Single im August 2001. 2002 verließ dann auch Lehua die Gruppe, um näher bei ihrer Familie sein zu können. Es wurde wieder ein Casting für neue Mitglieder gehalten, jedoch gab es diesmal keine Gewinner.
Die verbliebenen zwei Mitglieder, Mika und Ayaka, traten weiter bei Hello! Project Konzerten auf. 2004 ging Mika nach Kalifornien, um Musik und Gesang zu studieren. Ayaka verblieb als Coconuts Musume Ayaka das letzte Mitglied bis 2008, als sie kurzfristig das Hello! Project und Up-Front verließ.

## Mitglieder
Stand: 5. Juli 2013
| Name                  | Geburtsdatum      | Alter | Sonstiges                               |
| --------------------- | ----------------- | ----- | --------------------------------------- |
| Ayaka Kimura 木村絢香 | 30. Oktober 1981  | 43    | Leader 2000–2008, Coconuts Musume Ayaka |
| Chelsea Ching         | 26. Dezember 1982 | 42    | Leader 1999–2000                        |
| April Barbaran        | 15. April 1983    | 41    | Subleader                               |
| Danielle Delaunay     | 6. September 1983 | 41    |                                         |
| Mika Todd             | 28. Mai 1984      | 40    |                                         |
| Lehua Sandbo          | 7. Februar 1983   | 42    | 2. Generation                           |

## Diskografie

### Singles
| Jahr | Titel Album                                                         | Höchstplatzierung, Gesamtwochen, AuszeichnungChartsChartplatzierungen (Jahr, Titel, Album, Platzierungen, Wochen, Auszeichnungen, Anmerkungen) | Anmerkungen                                                |
| Jahr | Titel Album                                                         | JP | Anmerkungen                                                |
| ---- | ------------------------------------------------------------------- | --- | ---------------------------------------------------------- |
| 1999 | Halation Summer (ハレーションサマー) –                              | JP40 (2 Wo.)JP | Erstveröffentlichung: 23. Juli 1999 Verkäufe JP: + 9.730   |
| 1999 | Dance & Chance –                                                    | — | Erstveröffentlichung: 25. August 1999 Verkäufe JP: + 2.740 |
| 2000 | Tokunatsu Musume (常夏娘) –                                         | — | Erstveröffentlichung: 17. Mai 2000 Verkäufe JP: + 2.820    |
| 2000 | Watashi mo ’I Love You’ (私も「I Love You」, Me too "I Love You") – | — | Erstveröffentlichung: 26. Juli 2000 Verkäufe JP: + 2.540   |
| 2001 | Jounetsu Yuki Miraisen (情熱行き 未来船) –                          | — | Erstveröffentlichung: 22. August 2001 Verkäufe JP: + 3.420 |